# 우루무치 남역

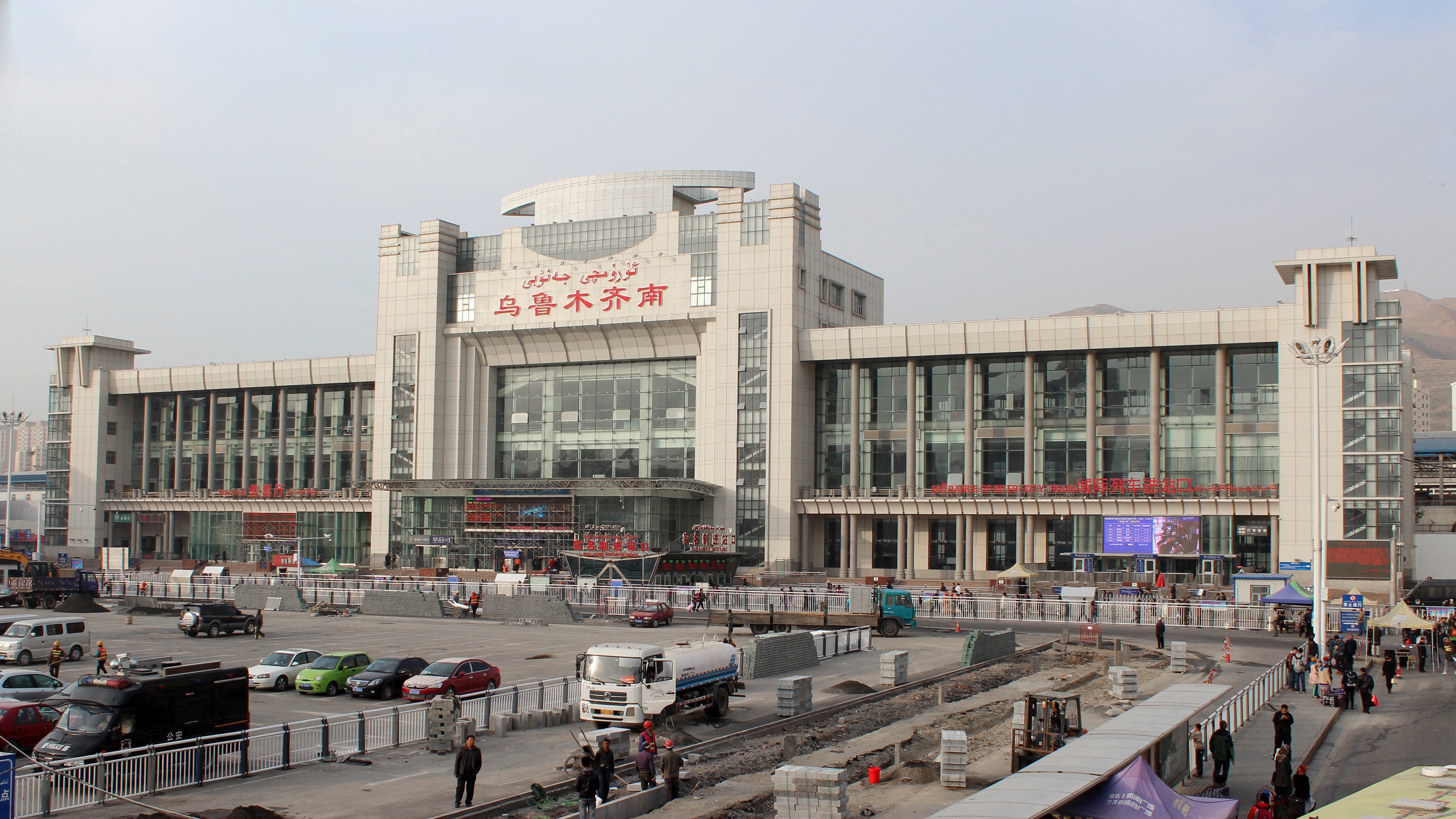

우루무치 남역(중국어 간체: 乌鲁木齐南站, 중국어 번체: 烏魯木齊南站, 병음: Wūlūmùqínán Zhàn, 위구르어: ئۈرۈمچی جەنۇبىي بېكىتى, USY: Үрүмчи ү унувий Векити, 영어: Ürümqi South railway station)은 베이장 철도, 란저우-신강 자치구에 위치한 기차역이다. 이 역은 중국 신장 위구르 자치구 우루무치시에 위치해 있다. 1962년부터 2014년 9월 1일까지 역 이름은 우루무치 기차역(Ürümqi railway station)이었다. 현재 이 이름은 란저우-우루무치 고속철도의 새로 건설된 고속철도역에 지정되었다.

## 역사
이 역은 1962년에 건설되었다. 2002년 5월 18일에 해당 역은 철거되었다가 현재의 역이 건설되어 2004년 4월 25일에 개통되었다.
2014년 4월 30일 역에서 테러 공격이 발생해 3명이 사망하고 79명이 부상을 입었다.

## 같이 보기
- 우루무치역
- 카슈가르역
- 난장 철로